# Breda flavostriata
Breda flavostriata är en spindelart som beskrevs av Eugène Simon 1901. 
Breda flavostriata ingår i släktet Breda och familjen hoppspindlar. Inga underarter finns listade.